# Кантемиров, Олег Даурбекович
Олег Даурбекович Кантемиров (род. 2 февраля 1951, Владикавказ) — советский артист цирка, киноактёр, тренер по карате, мастер боевых искусств.
Основатель школы Вадо Рю в СССР (1979), тренер по каратэ, обладатель 4-го дана Японской Федерации Каратэ (JFK) (2000).
Актёр, Народный артист республики Северная Осетия-Алания.
Академик Международной академии духовного единства народов мира (2004), президент Совета русскоязычных соотечественников Канады.

## Биография
Родился 2 февраля 1951 года, в городе Владикавказ.
Окончил среднюю школу №18 г. Орджоникидзе СОАССР.
В 1972 году с отличием окончил Северо-Осетинский государственный университет имени К. Л. Хетагурова (факультет физического воспитания и спорта) и поступил в Московскую цирковую студию.
Олег Кантемиров — многократный чемпион Осетии по самбо. Основатель школы «Вадо-рю» в СССР в 1979 г. В 1987 году провёл первые тренировки по айкидо в Кишиневе, и дал импульс для развития айкидо в Молдавии. Является обладателем 4 дана и награждён лично президентом всемирной федерации каратэ-до господином Эрегучи за вклад в развитие каратэ. Мастер боевых искусств России. Призёр чемпионата Европы по универсальному бою 2004 года по системе «Unifight» . В 2006 году был признан лучшим тренером России по каратэ. Воспитал трех чемпионов СССР. Теперь его ученик, Борис Кантемиров, признан лучшим тренером России, а его воспитанница Мария Соболь стала чемпионкой мира по карате 2009 года на VIII Всемирных Играх (Гаосюн, Тайвань) и была признана самой техничной каратисткой мира.
Он вносит огромный вклад в пропаганду русского искусства за рубежом, в сохранение духовных и культурных традиций нашего народа. Его труд многократно был признан как у нас на Родине, так и за её пределами. В 1986 году Ким Ир Сен лично вручил Олегу Кантемирову, выступавшему с номером «Партерный полёт», медаль победителя весеннего фестиваля искусств в Пхеньяне.
В 1987 году в Риме Папа римский Иоанн Павел II пригласил к себе в папскую резиденцию, поблагодарил и благословил Олега Кантемирова, как соавтора шоу и его труппу после их успешного выступления в Италии с программой «Прометей». Они стали обладателями первого приза радио и телевидения Италии.
В 1997 году открыл в Торонто русскую цирковую школу «Wonderful World of Circus». Школа Кантемирова стала не только кузницей нового поколения цирковых артистов русской школы, но и клубом для артистов, музыкантов, художников и спортсменов.
По инициативе Кантемирова в апреле 2003 года был создан «Совет русскоязычных соотечественников Канады», как канадская некоммерческая общественная организация, где он с 2004 по 2009 год был президентом и по настоящее время является председателем совета директоров.
Олег Кантемиров награждён орденом «Во славу Осетии» — высшей наградой республики, орденом «Петр Великий», орденом «Личность Санкт-Петербурга». В 2006 г. стал лауреатом номинации «Соотечественник года — 2006» и был награждён за сохранение и продвижение российского циркового искусства в Канаде. В 2007 году был награждён орденом «Сердце Данко» «за возрождение Российских традиций».
Делегат II Всемирного Конгресса соотечественников, полномочный представитель Международной академии духовного единства народов мира в Канаде. Пользуется заслуженным авторитетом не только среди соотечественников, но и среди политического руководства страны.
Олег Кантемиров постоянно оказывает поддержку нашим соотечественникам в Канаде. Он бескорыстно провел работу на межгосударственном уровне по подтверждению участия 70 наших ветеранов в Великой Отечественной войне для получения ими военной пенсии в Канаде. Был инициатором программы русскоязычной общины Канады по реабилитации детей, пострадавших от теракта в Беслане осенью 2004 года. Вместе с инициативной группой он организовал сбор и отправку грузов с гуманитарной помощью пострадавшим, им был осуществлен проект по приглашению и приему нескольких групп детей пострадавших от теракта, часть которых проживала у него в доме в Торонто. Была организована благотворительная выставка рисунков детей из Беслана в Торонто.
Вместе со своим цирком Кантемиров ежегодно проводит благотворительные выступления в детских домах, больницах, госпиталях, русскоговорящих общинах Канады и Америки.
Живёт и работает в Торонто.

## Основные достижения
- 1979 — мастер боевых искусств — основатель школы Вадо-рю в СССР.
- 1986 — победитель весеннего фестиваля искусств в Пхеньяне
- 1987 — Приз телевидения и радио Италии.
- 2000 — Диплом JKF Японской Федерации Каратэ.
- 2000 — Квалификация 4 дан JKF Японской Федерации Каратэ.
- 2005 — Диплом московской федерации каратэ за большой вклад в развитие каратэ
- 2004 — Призёр чемпионата Европы по универсальному бою по системе «Unifight»
- 2006 — Диплом московской федерации каратэ «Лучший тренер России по каратэ»
- 2006 — Благодарность мэра Москвы за значительный вклад в продвижении русского циркового искусства в Канаде, реализацию проекта «Цирк на Ниагаре»[1].
- 2007 — Орден «Сердце Данко» «за возрождение Российских традиций».
- 2007 — Диплом федерации айкидо России за выдающиеся заслуги и развитие боевых искусств
- 2007 — орден «Петр Великий»
- 2008 — орден «Личность Санкт-Петербурга»
- 2011 — орден «Во славу Осетии» — высшая награда республики

## Фильмография
| Год  |     | Название                 | Роль                                 |
| ---- | --- | ------------------------ | ------------------------------------ |
| 1979 | ф   | Пираты XX века           | пират-подрывник (в титрах не указан) |
| 1981 | ф   | Не бойся, я с тобой      | заключённый                          |
| 1989 | ф   | Фанат                    | Олег Иванович, тренер Малыша         |
| 1990 | ф   | Фанат 2                  | Олег Иванович, тренер Малыша         |
| 1991 | ф   | Человек в зелёном кимоно | Феликс (озвучил Дмитрий Матвеев)     |
| 1997 | док | Cirque du Soleil         | артист                               |